# Paul Hoffman
Paul Hoffman (født 21. april 1946 i New York, New York, USA) er en amerikansk tidligere roer.
Hoffman var styrmanden i USA's otter, der vandt sølv ved OL 1972 i München. Amerikanerne blev i finalen kun besejret af guldvinderne fra New Zealand, mens bronzemedaljen gik til Østtyskland. Roerne i båden var Cleve Livingston, Mike Livingston, Lawrence Terry, Franklin Hobbs, Tim Mickelson, Pete Raymond, Bill Hobbs og Gene Clapp. Han var også med i otteren ved OL 1968 i Mexico City, hvor amerikanerne sluttede på 6. pladsen.
Hoffman var, ligesom flere andre medlemmer af den amerikanske otter ved OL 1972, studerende på Harvard University.

## OL-medaljer
- 1972:  Sølv i otter